# Franklin (Georgia)
Franklin város az USA Georgia államában. Lakosainak száma 950 fő (2020. április 1.).

## Népesség
A település népességének változása:

| 2010 | 993 |
| 2020 | 950 |